# Гауль, Франц
Франц Гауль (нем. Franz Gaul, 27 июня 1802, Вена — 22 октября 1874, Вена) — австрийский резчик монетных штемпелей и медальер . Отец художников Густава Гауля и Франца Ксавье Гауля.

## Биография
Учился в Школе гравёров при Академии изобразительных искусств в Вене. В 1866—1874 годах был директором Академии гравёров при Главном монетном управлении в Вене.
Изготовил штемпеля для многих монет Австрии, в том числе для талера Марии Терезии, чеканка которого была возобновлена с указанием даты чеканки «1780». Составлял гербы в строгом соответствии с правилами геральдики. Усовершенствовал технику чеканки монет.
Среди изготовленных им медалей наиболее известна медаль в честь австрийской балерины Фанни Эльслер.